# Сиккел, Арнольд
Арнольд Сиккел (эст. Arnold Sikkel; 28 августа 1912, Ревель (ныне Таллин) — 22 декабря 1974, Пярну, Эстонская ССР ) — эстонский и советский актёр и режиссёр, заслуженный артист Эстонской ССР (1957).

## Биография
Свою сценическую деятельность начал в хоре и танцевальной группе общества «Võitleja» в Нарве, в 1937-1939 годах был актёром Нарвского театра.
С 1939 по 1942 год играл на сцене театра Угала , с 1942 по 1974 год - актёр и режиссер Пярнуского драматического театра.
Снимался в кино.
- 1974 – Опасные игры — штурмбаннфюрер СС
- 1974 – Одиножды один –сотрудник управления Котельного завода
- 1973 – Родник в лесу –кассир
- 1972 – Маленький реквием для губной гармошки / Väike reekviem suupillile – Пастор Якоб
- 1972 – Кровавый камень / Verekivi1972
- 1971 – Человек в проходном дворе – старик с удочкой
- 1970 – Берег ветров / Tuuline rand – Якоб
- 1969 – Гладиатор –Мягар, фельдшер
- 1968 – Лесная легенда –хозяин Таммару
- 1968 – Затемнённые окна –начальник концлагеря "Клоога"
- 1964 – Ракеты не должны взлететь - папаша Фитих
- 1962 – Под одной крышей /Ühe katuse all – Вассар
- 1961 – Парни одной деревни / Ühe küla mehed – Кандель
- 1959 – Незваные гости / Kutsumata külalised – отец

## Семья
- жена — актриса Эви Рауэр-Сиккель (1915—2004).
- дочь — актриса Пирет Сиккель (р. 1941).